# Gotra fugator
Gotra fugator là một loài tò vò trong họ Ichneumonidae.